# Народний ансамбль пісні і танцю «Ослов'яни»
Народний ансамбль пісні і танцю «Ослав’яни» — вокально-хореографічний колектив з с. Мокре (Польща). Ансамбль має в своєму репертуарі пісні і танці здебільшого з територій Лемківщини та Бойківщини, але також із Закарпаття, Гуцульщини та інших регіонів України.

## Історія
Народний ансамбль пісні і танцю «Ослав’яни»  засновано у 1972 році у рамках діяльності тогочасного Українського Суспільно – Культурного Товариства. Одним із ініціаторів і довголітнім керівником ансамблю був Євген Могила. Сьогодні посаду цю займає Марена Онишканич, а ансамбль діє в рамках сьогоднішнього Об'єднання українців у Польщі і продовжує свою багатолітню працю в напрямку пропагування української культури.
За понад 30 років своєї артистичної діяльності ансамбль «Ослав’яни» багато разів концертував у Польщі (м. ін. на міжнародному фестивалі «Тиждень бескидської культури», «Фестивалі Української Культури» в Сопоті, «Лемківській Ватрі» в Ждині, на фестивалях «Європа без кордонів», «Спільнота в культурі» тощо) і за кордоном (Канада, США, Україна, Словаччина, Німеччина), де представляв український фольклор. Ансамбль «Ослав’яни»  брав також участь у фестивалі «Горицвіт» (Україна), у телепрограмах (м.ін. «Kawa czy herbata», «Swojskie klimaty» (Польща)), награв касетку і компакт-диск. За свій вклад в пропагування української культури ансамбль неодноразово отримував подяку від Міністерства Культури Республіки Польщі. Від 1991 року ансамбль є співорганізатором «Свята культури над Ославою» у Мокрому. У 2006 році з допомогою Цешинської театральної студії (Польща) ансамбль поставив п'єсу «Довбуш», на основі гуцульського епосу «На високій полонині» Станіслава Вінценза.

## Дискографія
- Ukrainian Folk Music Vol.5 – Osławiany (1996)